# Unity (Rage)
Unity è il tredicesimo album in studio del gruppo musicale power metal tedesco Rage, pubblicato nel 2002 dalla Steamhammer.

## Tracce
1. All I Want
2. Insanity
3. Down
4. Set This World on Fire
5. Dies Irae
6. World of Pain
7. Shadows
8. Living My Dream
9. Seven Deadly Sins
10. You Want It, You'll Get It
11. Unity

## Formazione
- "Peavy" Wagner - basso, voce
- Victor Smolski - chitarra
- Mike Terrana - batteria